# Lasioglossum pericinctum
Lasioglossum pericinctum là một loài Hymenoptera trong họ Halictidae. Loài này được Cockerell mô tả khoa học năm 1937.